# Олександрова Слобода
Олександрова Слобода, або Олександрівська Слобода (рос. Александрова слобода, Александровская слобода) — фортеця в Московії XIV—XVIII століть. Розташовувалася на теренах сучасного міста Александрова (Владимирська область, Росія). Названа на честь Олександра Невського.
З 1513 року — місце резиденції московського князя Василя III. Царська резиденція Івана Грозного і фактична столиця московської опричнини в 1564—1581 роках. 1650 року перетворена на Успенський жіночий монастир.

## Світлини

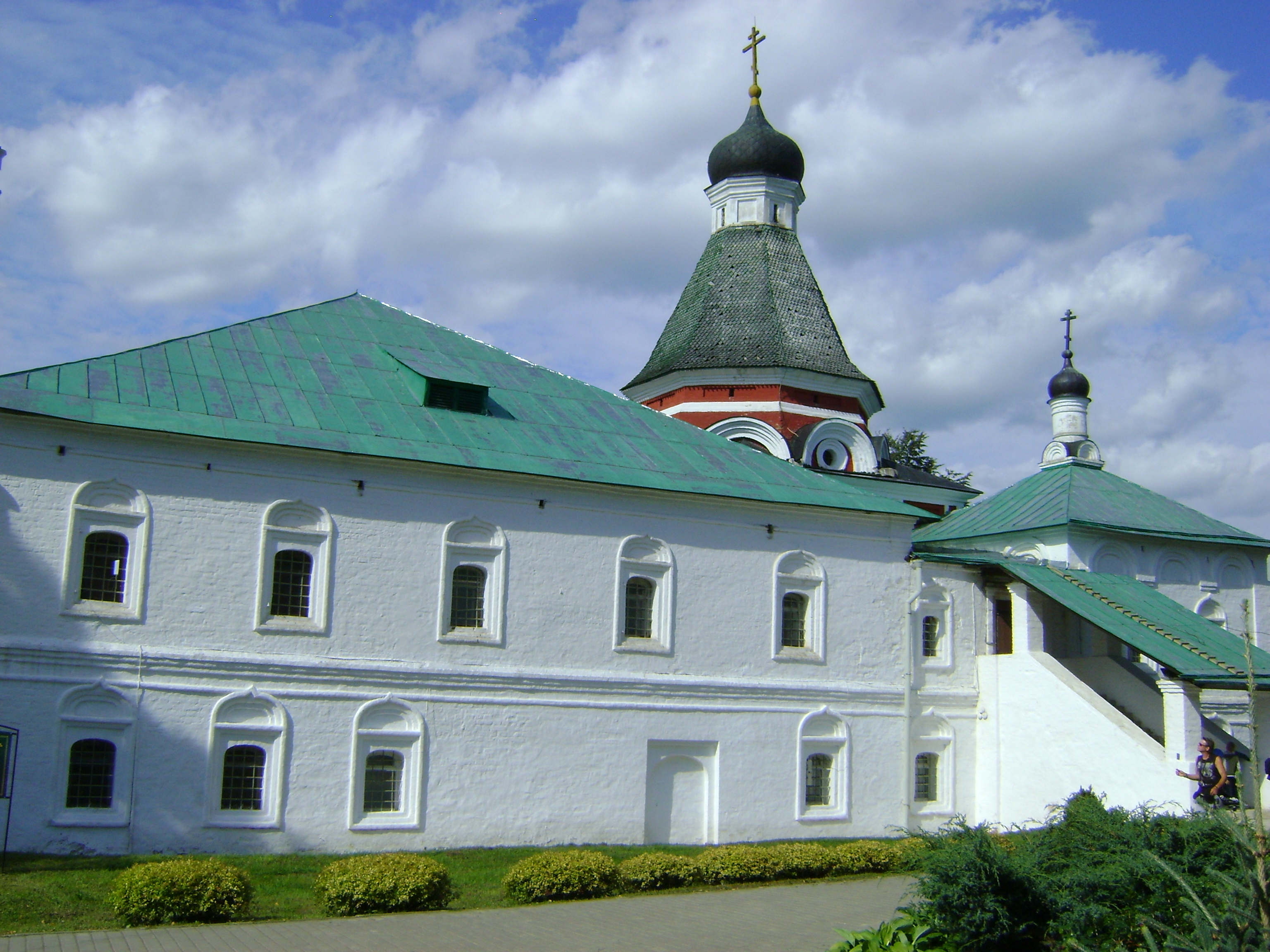
Колишній палац Івана Грозного в Олександровій слободі
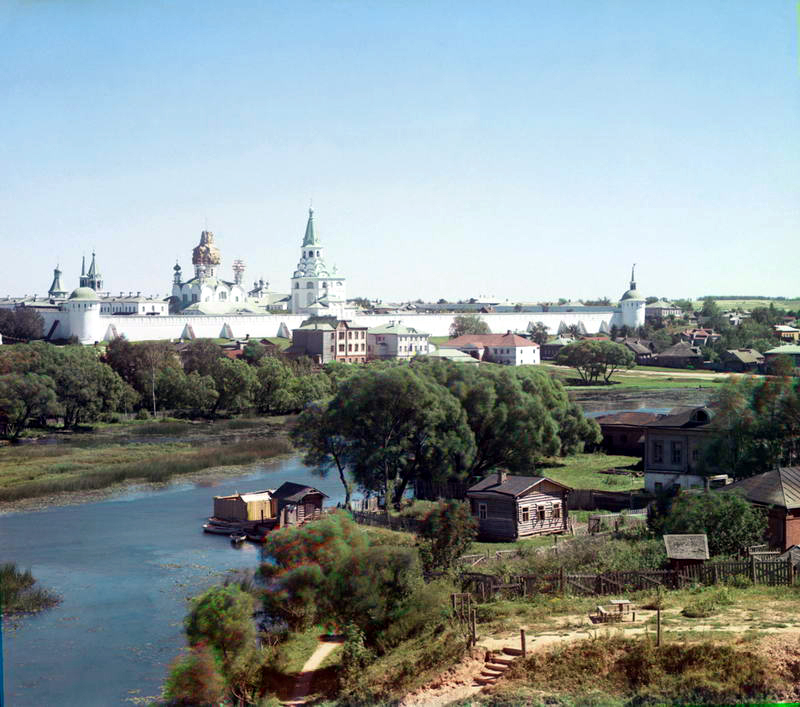
Кремль колишньої Олександрівської слободи (1911)